# Teoctisto (magistro)

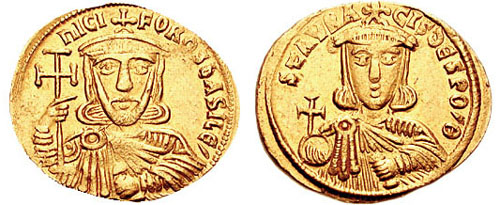
Soldo de r. e Estaurácio r.

Teoctisto (em grego: Θεόκτιστος; romaniz.: Theóktistos; fl. 802-821) foi um oficial sênior bizantino que desempenhou um importante papel sob a dinastia niceforiana (802-813). É mencionado pela primeira vez em 802, quando manteve a posição de patrício e o posto de questor. De seu posto, apoiou a deposição da imperatriz Irene de Atenas (r. 797–802) e sua substituição por Nicéforo I, o Logóteta (r. 802–811). Ele permaneceu ativo na administração de Nicéforo, e pelo época da morte do imperador na Batalha de Plisca em 811, avançou à posição de magistro.
Teoctisto estava entre aqueles que concordaram com a sucessão de Estaurácio (r. 811), o filho de Nicéforo, ao trono imperial. Estaurácio, contudo, foi gravemente ferido em batalha, e Teoctisto, junto com o doméstico das escolas Estêvão e o patriarca Nicéforo I (r. 806–815), avançou com sua substituição por seu cunhado, o curopalata Miguel I Rangabe (r. 811–813) - embora, se a narrativa de Teófanes, o Confessor, uma fonte admitidamente hostil, puder ser acreditada, a decisão foi também influenciada pela maneira insultante em que Estaurácio ameaçou os oficiais seniores, incluindo Teoctisto.
Em seu breve reinado, Miguel I Rangabe esteve completamente dependente dos oficiais seniores que o elevaram ao trono. Em 813, Teoctisto foi um membro do grupo de oficiais que com sucesso advogou por uma guerra com a Bulgária. Teoctisto acompanhou o exército, mas a campanha terminou em pesada derrota na Batalha de Versinícias. Com alguns outros oficiais, Teoctisto foi capaz de escapar do desastre. Em algum momento mais tarde, retirou-se ao mosteiro do famoso Teodoro Estudita, com que correspondeu. Sua aposentadoria esteve talvez relacionada com a abdicação de Miguel e a ascensão de Leão V, o Armênio (r. 813–820). Ainda foi registrado como estando vivo e no mosteiro em 821.